# Картожань
Картожань, Картожані (рум. Cartojani) — село у повіті Джурджу в Румунії. Входить до складу комуни Роата-де-Жос.
Село розташоване на відстані 48 км на захід від Бухареста, 70 км на північний захід від Джурджу, 133 км на схід від Крайови, 136 км на південь від Брашова.

## Населення
За даними перепису населення 2002 року у селі проживали 3854 особи.
Національний склад населення села:
| Національність | Кількість осіб | Відсоток |
| -------------- | -------------- | -------- |
| румуни         | 3644           | 94,6%    |
| цигани         | 210            | 5,4%     |

Рідною мовою назвали:
| Мова      | Кількість осіб | Відсоток |
| --------- | -------------- | -------- |
| румунська | 3836           | 99,5%    |
| циганська | 18             | 0,5%     |